# All the Invisible Children
All the Invisible Children (Brasil: Crianças Invisíveis ) é um filme franco-italiano de 2005, do gênero Drama, Dirigido por vários diretores. O filme é composto por um conjunto de curtas-metragens que envolvem, como proximidade, histórias de crianças que enfrentam desafios não caracterizados como infantis. O enfoque principal que configura o sentido do filme se dá na exploração de recursos como o amadurecimento precoce das crianças (afetando o período da infância) relacionado com as grandes responsabilidades que estas passam a ter. Preconceito, submissão, dependência, precariedade, desespero e o envolvimento com guerrilhas são constantemente abordados. Como objetivo principal, pode-se analisar que os diretores tiveram grande preocupação em não só demonstrar as difíceis condições dessas personagens, mas universalizar cada caso de maneira que possamos observar fatos a nossa sociedade e perceber a situação que cada indivíduo está inserido.

## Sinopse
Reunião de sete curtas-metragens, todos protagonizados por crianças de países diferentes, dirigidos por importantes cineastas, incluindo a brasileira Kátia Lund. Os casos abrangem grupos guerrilheiros africanos diante as complicações do genocídio em Ruanda, dificuldades confrontadas por crianças de baixa condição econômica no Brasil, a desigualdade social e, ao mesmo tempo, os valores relacionados a cada âmbito familiar, entre outras críticas a qual o filme expõe.